# ブライス・ハフ
ブライス・ハフ（Bryce Huff, 1998年4月17日 - ）は、アメリカ合衆国アラバマ州モービル出身のプロアメリカンフットボール選手。NFLのサンフランシスコ・49ersに所属している。ポジションはアウトサイドラインバッカー。

## 経歴

### ハイスクール
高校4年目のシーズンに93タックル、7サックを記録した。
サウスアラバマ大学へ進学予定だったが、後に撤回してメンフィス大学へ進学した。

### カレッジ
1年目の2016年シーズンは主にスペシャルチームでプレーした。
2017年シーズンからパスラッシュを務め、30タックル、2サックを記録した。
2018年シーズンは49タックル、9.5サックを記録し、オールAACセカンドチームに選出された。
2019年シーズンは6.5サックを記録し、2年連続でオールAACセカンドチームに選出された。

### ニューヨーク・ジェッツ
2020年のNFLドラフトでは指名がなく、ドラフト後にニューヨーク・ジェッツと契約した。
2020年シーズン、第6週のマイアミ・ドルフィンズ戦でライアン・フィッツパトリックからキャリア初となるサックを記録した。
2023年シーズンはキャリアハイとなる10サックを記録した。

### フィラデルフィア・イーグルス
2024年3月13日にフィラデルフィア・イーグルスと3年総額5,110万ドルの契約を結んだ。

### サンフランシスコ・49ers
2025年6月2日、2026年のドラフト指名権とのトレードで、サンフランシスコ・49ersへ移籍した。対価は条件付きで4巡となる5巡指名権で、イーグルスが給与の一部を負担する。